# Mario Nizolio
Mario Nizolio o Nizzoli (Brescello, 5 marzo 1488 – Sabbioneta, 5 giugno 1567) è stato un umanista e filosofo italiano.

## Biografia

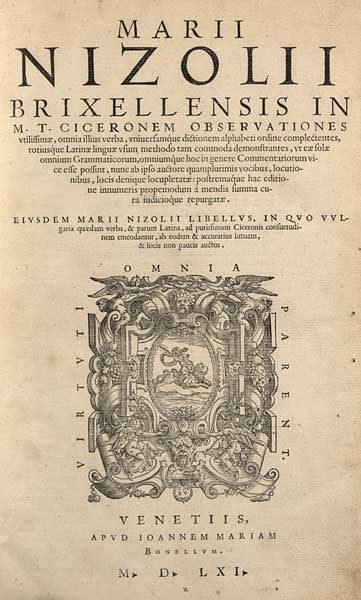
Marius Nizolius (1498—1576) - Ciceronem observationes

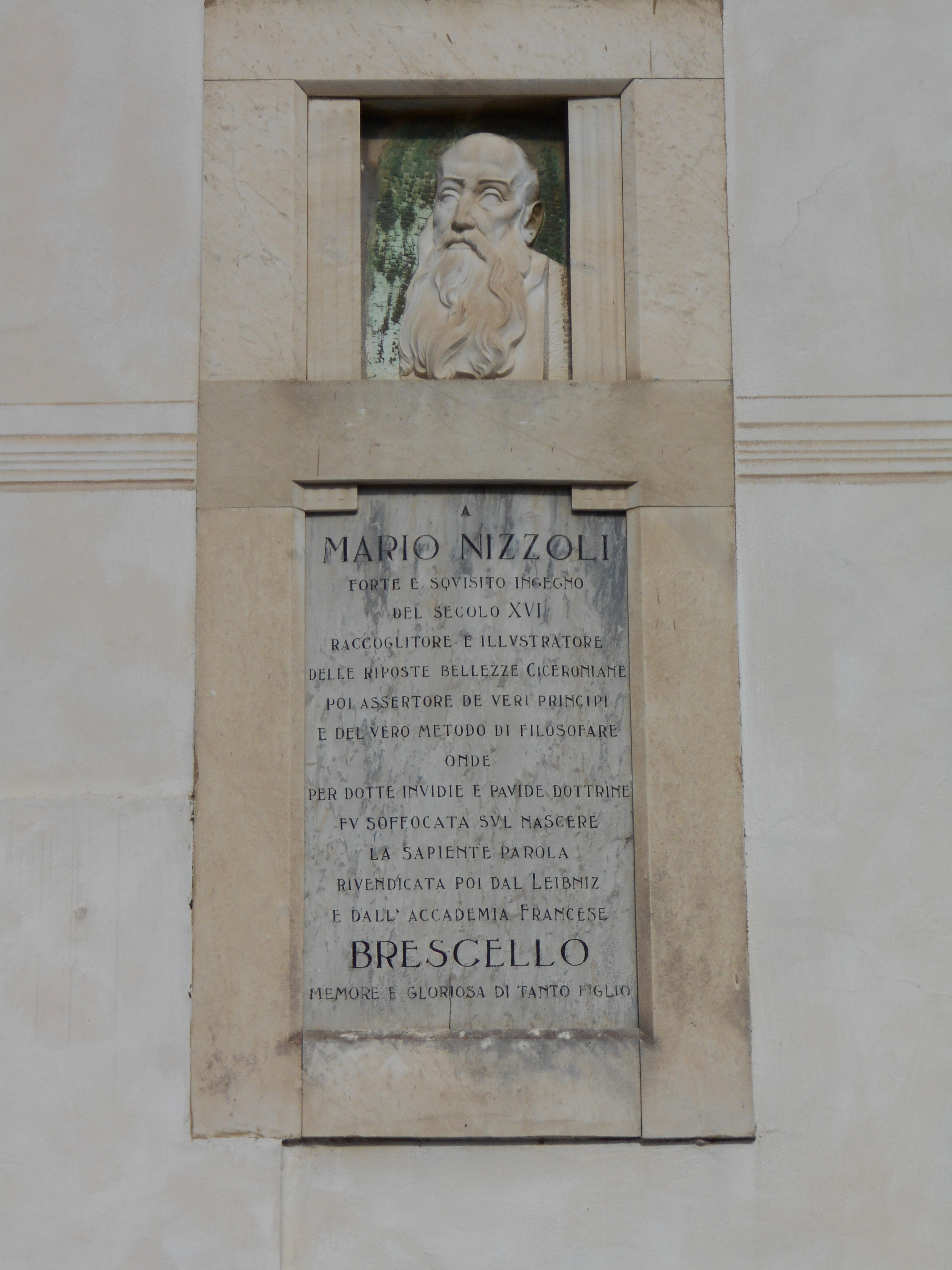
lapide sulla parete del municipio di Brescello

Nel 1522 insegnò lingue classiche a Brescia e pubblicò il lessico latino Observationes in M. Tullium Ciceronem (o Thesaurus Ciceronianus). Ebbe una lunga polemica con Marco Antonio Maioragio per una critica portata da quest'ultimo a Cicerone che, iniziata con la Epistola ad M. A. Majoragium, proseguì con l'Antapologia e si concluse con i De veris principiis et vera ratione philosophandi contra pseudophilosophos libri IV, pubblicati nel 1553 a Parma, dove insegnava dal 1547, che interessarono Leibniz al punto che questi li fece ristampare nel 1670 premettendogli il titolo Antibarbarus Philosophicus, sive Philosophia Scholasticorum impugnata libris IV.
Nel 1562 fu chiamato da Vespasiano Gonzaga a Sabbioneta.

## La dottrina
Contemporaneamente alle critiche del Ramo alla logica aristotelica, anche per Nizolio occorre sostituire all'astrattezza di quella logica un pensiero che sia concretamente legato alla realtà e a questo scopo la strada maestra sta nel ritrovare i processi del pensiero direttamente nella struttura grammaticale della lingua.
Egli individua cinque principi per fare della buona filosofia: «Il primo principio generale della verità e della buona filosofia consiste nella conoscenza delle lingue greca e latina» in cui sono espressi quei testi filosofici; il secondo principio è la «conoscenza di quei precetti e documenti che si trovano nella grammatica e nella retorica», sostituendo la grammatica e la retorica alla metafisica, dal momento che i metafisici si sono preoccupati solo di ricercare la verità, senza occuparsi della utilità, necessità e pertinenza delle cose trattate. 
Il terzo principio consiste nel leggere i classici e nello sforzarsi di comprendere il modo con il quale il popolo si esprime, essendoci verità in quella schiettezza di linguaggio. «Il quarto principio generale della verità è la libertà e la vera licenza delle opinioni e del giudizio su qualunque argomento, come richiede la verità e la natura». Non devono essere dunque Platone o Aristotele i nostri maestri, ma «i cinque sensi, l'intelligenza, il pensiero, la memoria, l'uso e l'esperienza delle cose».
Il quinto principio afferma che, oltre a esporre ogni tesi con la chiarezza del linguaggio comune senza introdurre nel discorso oscurità o sottigliezze, occorre non trattare problemi che non hanno realtà. Esempi di invenzioni umane prive di oggettività sono le idee platoniche e la tesi della realtà degli universali. Secondo Nizolio, infatti, la realtà è costituita soltanto da oggetti singoli e individuali e questi devono essere indagati «non attraverso la loro natura propria e privata, ma attraverso la loro comune e continua successione». Si fa filosofia e scienza non astraendo, ossia togliendo da una singola realtà quel quid che viene poi analizzato come se esso fosse reale, ma comprendendo, ossia considerando insieme le singole realtà: l'universale aristotelico è «una vana e finta astrazione» mentre l'universale del Nizolio «deriva invece dalla comprensione di tutti i singolari di ogni genere, accolti insieme con un atto solo, senza astrazioni intellettive, ma con il solo ausilio di un'intelligenza che comprende i singolari». 
In sostanza, secondo il Nizolio, noi non possiamo realmente distaccare, con un'operazione dell'intelletto, un universale da ogni singola cosa, ma semmai passare dall'individuale al collettivo. 
L'operazione del Nizolio consiste nel sostituire alla dialettica la retorica e alla logica la grammatica ma, pur mettendo in rilievo i difetti della logica aristotelica, egli non riesce a fondare una nuova logica realmente efficace e persuasiva.

## Opere
- Observationes in M. Tullium Ciceronem, Brixiae (Brescia) 1535, in-folio, opera ripubblicata con aggiunte a Venezia nel 1570 col titolo Thesaurus ciceronianus, e nel 1734 col titolo Lexicon ciceronianum, (con aggiunte di Jacopo Facciolati).
- De veris principiis et vera ratione philosophandi contra pseudo-philosophos, scritto contro gli scolastici, Parma, 1553; Leibniz ne ha curato una nuova edizione con una prefazione ed una lettera a Jakob Thomasius sulla dottrina di Aristotele, Francofurti, 1670 (Roma, Bocca, 1956).
- Garin, Eugenio, Rossi, Paolo, Vasoli, Cesare (a cura di), Testi umanistici su la retorica. Testi editi e inediti su retorica e dialettica di Mario Nizolio, Francesco Patrizi e Pietro Ramo, Milano, Bocca, 1953.
- “Marii Nizolii Brixellensis in M.T. Ciceronem observationes Archiviato il 1º dicembre 2018 in Internet Archive. Caelii Secundi Curionis labore & industria secundò atque iterum locupletatae, perpolitae, & restitutae. Ejusdem M. Nizolii libellus, in quo vulgaria quaedam verba, & parum Latina, ad purissimam Ciceronis consuetudinem emendantur, ab eodem Caelio, s.c. limatus & auctus” (BU Clermont Auvergne)